# Nandidae
I Nandidi sono una piccola famiglia di pesci predatori diffusi nel Sudest asiatico.
Il corpo è tozzo e muscoloso, ma la particolarità di queste specie è di avere una testa e una bocca molto grande, quest'ultima anche protrattile (usata per aspirare le prede).
Il genere Nandus è un voracissimo predatore.
Le larve dopo la schiusa si riuniscono in gruppi fino alla consumazione del sacco vitellino.
Alcune specie sono di interesse acquariofilo.

## Le specie
- Afronandus sheljuzhkoi
- Nandus nandus
- Nandus nebulosus
- Nandus oxyrhynchus
- Pristolepis fasciata
- Pristolepis grootii
- Pristolepis marginata
- Polycentropsis abbreviata

A questa famiglia fino a pochi anni fa appartenevano altre due specie:
- Monocirrhus polyacanthus
- Polycentrus schomburgkii

oggi nella famiglia Polycentridae.